# Debra Granik
Debra Granik, född 6 februari 1963 i Cambridge, Massachusetts är en amerikansk regissör. 
Hon har vunnit ett flertal priser vid Sundance Film Festival. Bland annat vann hennes första film Snake Feed, som hon gjorde under studietiden på New York University, priset för bästa kortfilm 1998. 2004 kom hennes första långfilm, Down to the Bone. Den följdes 2010 upp av Winter's Bone som blev nominerad i fyra kategorier i Oscarsgalan 2011.